# Namseong (métro de Séoul)
Namseong est une station sur la ligne 7 du métro de Séoul, dans l'arrondissement de Dongjak-gu.